# Stelis ann-jesupiae
Stelis ann-jesupiae är en orkidéart som beskrevs av Carlyle August Luer. Stelis ann-jesupiae ingår i släktet Stelis och familjen orkidéer. Inga underarter finns listade i Catalogue of Life.